# Čeladná (železniční zastávka)
Čeladná je železniční zastávka ve stejnojmenné obci v Moravskoslezském kraji. Leží na jednokolejné neelektrizované železniční trati Ostrava – Valašské Meziříčí. Pravidelně zde zastavují vlaky linky S6.

## Historie
Železniční trať zde byla vystavěna v roce 1888, jakožto součást Dráhy moravskoslezských měst. Původní budova zde byla vystavěna již v roce 1887, avšak prvních 16 let provozu zde bylo pravděpodobně jen hradlo,[zdroj?] zastavovat tady vlaky začaly až v roce 1906.
V roce 2011 byla zbořena původní budova, kterou vystavěla tehdejší Severní dráha císaře Ferdinanda,[zdroj?] a byla vystavěna nová z kamene a dřeva. Stavbu navrhl architekt David Kotek tak, aby zapadala do horského prostředí Beskyd. V roce 2019 byla nominována v soutěži Nejkrásnější nádraží České republiky.
V letech 2015-2016 byla provedena rozsáhlá rekonstrukce úseku trati mezi Frýdlantem nad Ostravicí a Frenštátem pod Radhoštěm, která zahrnovala výměnu kolejového svršku i spodku a modernizaci přejezdů na trati.

### Budoucnost
V roce 2021 zde začaly jezdit nové push-pull jednotky Škoda 13Ev, které mají nahradit staré vagony Bdt ze začátku 90. let. V roce 2026 má být také dokončena elektrizace soustavou 25 kV 50 Hz a modernizace trati z Ostravy až do Frenštátu pod Radhoštěm, která zde umožní jezdit elektrickým lokomotivám mezi Frýdlantem a Frenštátem rychlostí až 120 km/h.[zdroj?]

## Popis
Před staniční budovou se nachází malé parkoviště, točna autobusů a budova místní restaurace. V budově se nachází pokladna a WC, na boku budovy je pak úložný prostor pro kola. Nachází se zde jedno nástupiště, hned před zastávkou se nachází železniční přejezd se závorami. Zastávka je od centra obce vzdálená cca 750 metrů.